# Chamrousse
Chamrousse est une commune française située géographiquement en altitude dans les Alpes à l'extrémité sud de la chaîne de Belledonne, au-dessus de la vallée du Grésivaudan et de l'agglomération grenobloise, administrativement dans le département de l'Isère, en région Auvergne-Rhône-Alpes et autrefois rattachée à l'ancienne province du Dauphiné.
Chamrousse est une station touristique surtout de sports d'hiver ayant accueilli les épreuves de ski alpin des Jeux olympiques d'hiver de 1968. Il s'agit du berceau du ski en France (1878). La station compte quarante-deux pistes de ski alpin et neuf pistes de ski de fond. Elle a également accueilli le Tour de France en qualité de ville-étape d'arrivée en 2001 et 2014.
La commune de Chamrousse a été créée en 1989. Depuis 2015, elle fait partie du canton d'Oisans-Romanche créé à la suite du nouveau découpage territorial du département de l'Isère.
Ses habitants sont appelés les Chamroussiens et Chamroussiennes.

## Géographie

### Situation
Située à l'extrémité sud de la chaîne de Belledonne, Chamrousse est surtout connue comme une station de ski alpin (1 400 m - 2 250 m) proche de Grenoble. Elle dispose également de pistes de ski de fond (44 km) sur le plateau de l'Arselle (1 650 m) et de nombreux sentiers de randonnées familiales l'été (lac Achard, lacs Robert…).
À l'extrémité de Bachat-Bouloud, la chaîne de Belledonne se termine par une cassure abrupte au niveau des rochers dénommés Cime des Fraches, Rocher de l'Homme ou Rocher de Chambre-Chien, une chute d'environ 1 000 mètres dominant la vallée de la Romanche au niveau de Livet-et-Gavet.

### Description
Le village-station est divisé en plusieurs sites urbanisés à des altitudes différentes :
- Le Recoin (1 650 mètres)
- Roche-Béranger (1 750 mètres)
- Le Domaine de l'Arselle (1 700 mètres - anciennement Bachat Bouloud)

Ces sites correspondent à une station de ski présentant de nombreux immeubles de type résidentiel et des chalets entourés par une végétation de montagne essentiellement constituée de résineux.

### Géologie
Le territoire communal s'étend sur les derniers reliefs méridionaux de la chaîne de Belledonne, en pente douce permettant le ski.

#### Sites géologiques remarquables
Plusieurs sites géologiques remarquables situés sur le territoire communal sont classés à l'« Inventaire du patrimoine géologique » :

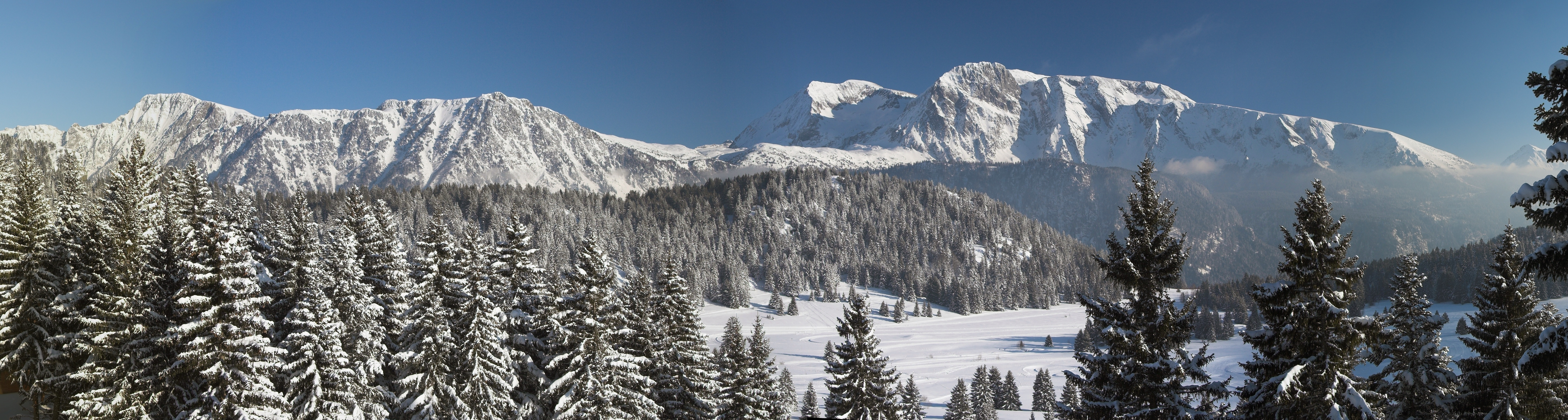
Le plateau de l'Arselle et le Taillefer au fond.

- les « ophiolites et chromites de Chamrousse » sont un site d'intérêt minéralogique aux lieux-dits du Col des Trois Fontaines et du Manqué, classé « trois étoiles » à l'« Inventaire du patrimoine géologique » ;
- les « dépôts interglaciaires de l'Arselle », sur les communes de Chamrousse et Séchilienne, constituent un site d'intérêt géochronologique de 28,22 hectares, classé « trois étoiles » à l'« Inventaire du patrimoine géologique ».

### Climat
Pour des articles plus généraux, voir Climat d'Auvergne-Rhône-Alpes et Climat de l'Isère.
Le territoire de la commune de Chamrousse étant situé entre 1 370 et 2 448 mètres d'altitude avec un secteur urbanisé essentiellement situé entre 1 600 et 1 800 mètres d'altitude, son positionnement élevé à l'extrémité sud de la chaîne de Belledonne lui permet de bénéficier d'un bon enneigement.
Les chutes de neige peuvent même être assez abondantes lorsque les perturbations circulent depuis le nord, mais lorsque les perturbations circulent d'ouest en est, voire du sud vers le nord, les précipitations sont moins intenses, car celle-ci se déversent en premier sur les premiers obstacles que constituent les massifs préalpins tels que le Vercors, ou des massifs situés plus au sud.
En 2010, le climat de la commune est de type climat de montagne, selon une étude du Centre national de la recherche scientifique s'appuyant sur une série de données couvrant la période 1971-2000. En 2020, Météo-France publie une typologie des climats de la France métropolitaine dans laquelle la commune est exposée à un climat de montagne ou de marges de montagne et est dans la région climatique Alpes du nord, caractérisée par une pluviométrie annuelle de 1 200 à 1 500 mm, irrégulièrement répartie en été.
Pour la période 1971-2000, la température annuelle moyenne est de 5,1 °C, avec une amplitude thermique annuelle de 14 °C. Le cumul annuel moyen de précipitations est de 1 190 mm, avec 8,7 jours de précipitations en janvier et 9 jours en juillet. Pour la période 1991-2020, la température moyenne annuelle observée sur la station météorologique installée sur la commune est de 5,8 °C et le cumul annuel moyen de précipitations est de 1 219,3 mm,. Pour l'avenir, les paramètres climatiques de la commune estimés pour 2050 selon différents scénarios d'émission de gaz à effet de serre sont consultables sur un site dédié publié par Météo-France en novembre 2022.
| Mois                                  | jan.           | fév.           | mars           | avril         | mai           | juin          | jui.          | août          | sep.          | oct.          | nov.           | déc.           | année      |
| ------------------------------------- | -------------- | -------------- | -------------- | ------------- | ------------- | ------------- | ------------- | ------------- | ------------- | ------------- | -------------- | -------------- | ---------- |
| Température minimale moyenne (°C)     | −4,6           | −5,3           | −2,9           | 0,9           | 3,9           | 8,2           | 10,1          | 10,1          | 6,9           | 4,1           | −0,2           | −3,3           | 2,3        |
| Température moyenne (°C)              | −1,3           | −1,7           | 0,6            | 4,3           | 7,4           | 11,9          | 14            | 13,8          | 10,2          | 7,4           | 3              | 0,1            | 5,8        |
| Température maximale moyenne (°C)     | 2              | 1,9            | 4              | 7,8           | 10,9          | 15,5          | 18            | 17,4          | 13,5          | 10,7          | 6,1            | 3,4            | 9,3        |
| Record de froid (°C) date du record   | −18,5 27.01.05 | −23,3 05.02.12 | −17,9 01.03.05 | −12 07.04.08  | −7,7 06.05.19 | −3,4 02.06.06 | 0,8 10.07.07  | 0,6 10.08.07  | −3,9 27.09.20 | −9,4 29.10.12 | −15,7 27.11.10 | −17,7 20.12.09 | −23,3 2012 |
| Record de chaleur (°C) date du record | 16,8 13.01.07  | 16,7 04.02.04  | 16,4 17.03.04  | 18,5 28.04.12 | 24,6 22.05.22 | 27,7 26.06.19 | 28,6 18.07.23 | 28,7 24.08.23 | 23,9 04.09.23 | 21,8 07.10.09 | 19,2 10.11.15  | 15,2 02.12.15  | 28,7 2023  |
| Précipitations (mm)                   | 89,4           | 74,6           | 95,7           | 93,7          | 144,7         | 99,5          | 97,5          | 119,3         | 87,7          | 104,6         | 106,4          | 106,2          | 1 219,3    |

#### Phénomènes météorologiques particuliers
La station est sujette à des orages estivaux parfois violents, pouvant s'accompagner de chutes de grêle. En hiver, le foehn peut occasionnellement provoquer des remontées de températures brutales et une fonte rapide du manteau neigeux

### Hydrographie

#### Cours d'eau
Quelques petits torrents prennent leur source sur le territoire communal avant de rejoindre la Romanche, dont notamment :
- le ruisseau de la Salinière (ou de l'Arselle), d'une longueur de 2,2 kilomètres[9] ;
- le ruisseau de Combarence, d'une longueur de 2,3 kilomètres[10] ;
- le ruisseau de Moirin, d'une longueur de 2,2 kilomètres[11].

#### Lacs et plans d'eau

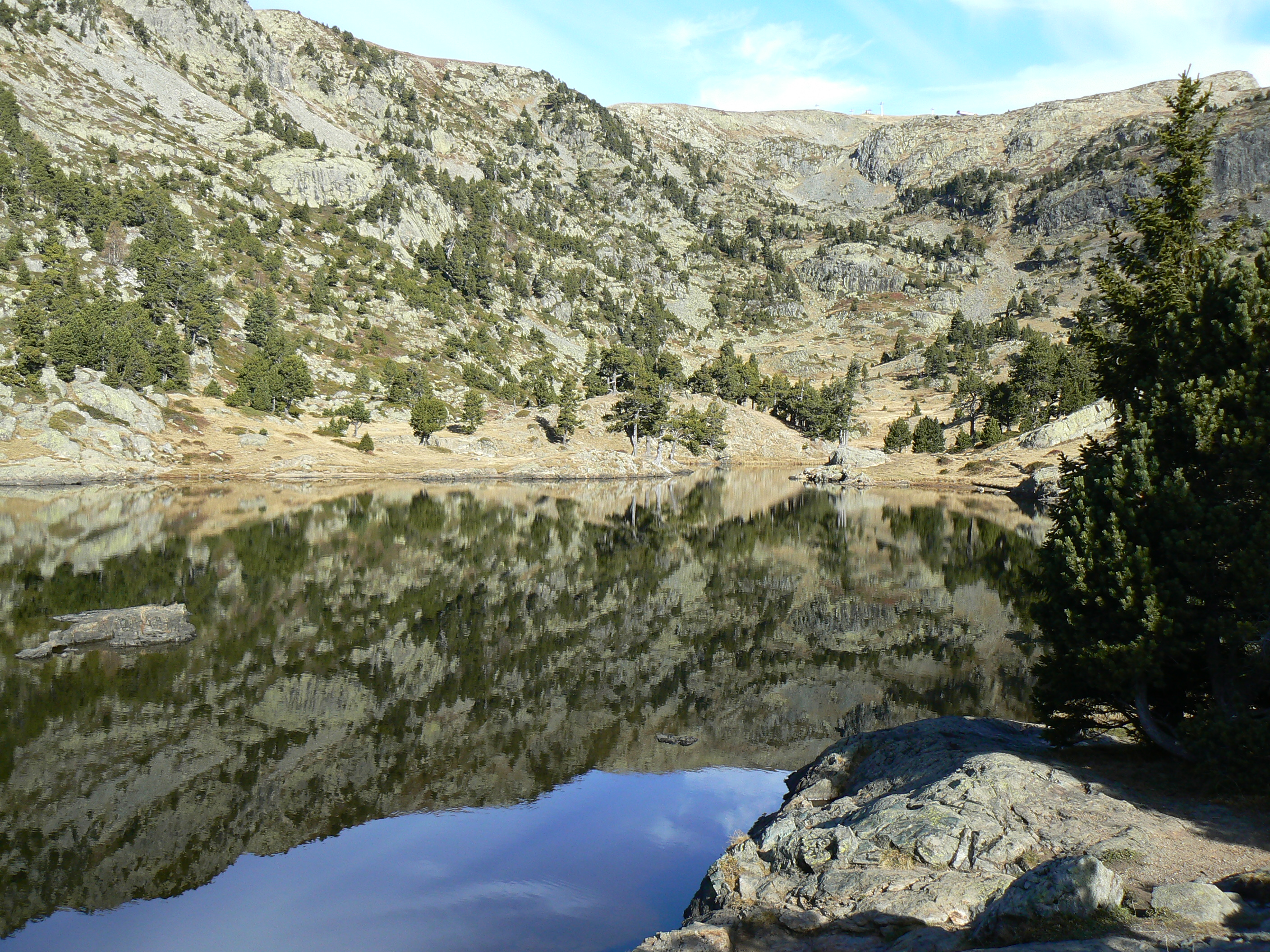
Vue du lac Achard dominée par la croix de Chamrousse.

- le lac Achard (1 920 m), situé en haute montagne, occupe le fond de la cuvette d'un cirque naturel ;
- les lacs Robert (2 000 m) sont trois lacs dénommés : le lac ouest (le plus étendu a une superficie de 8,5 hectares), le lac nord et le lac sud. Ils sont situés en haute montagne au fond de la cuvette d'un cirque naturel ;
- les trois lacs artificiels des Vallons, de la Grenouillère et de la Lauze créés pour l'enneigement artificiel des pistes de ski ;
- le lac Levetel ;
- le lac des Pourettes.

### Voies de communication

#### Accès par l'autoroute
Le territoire de Chamrousse se situe à proximité de trois autoroutes françaises, toutes dépendantes du réseau AREA/APRR :
- L'autoroute A48 permet la liaison autoroutière entre les agglomérations de Lyon et de Grenoble. Cette voie se connecte à l'entrée de l'agglomération grenobloise au niveau d'un échangeur avec l'A480, puis à la rocade sud de Grenoble qui au niveau de sa sortie no 5 (Eybens) permet de se raccorder à la route départementale 5 qui mène à Uriage via Brié & Angonnes, puis à Chamrousse par la RD 111.
- L'autoroute A41 permet la liaison autoroutière entre les agglomérations de Grenoble et de Genève. Cette voie se connecte à l'entrée de l'agglomération grenobloise au niveau d'un échangeur avec la rocade sud de Grenoble qui permet de rejoindre la sortie no 2 (Gières-Uriage) qui mène à Uriage via la RD 524.
- L'autoroute A51 qui permet la liaison autoroutière de l'agglomération grenobloise vers le sud via le col de la Croix haute et la route nationale n°75 (vers Sisteron).

#### Accès par la route
- La route départementale 111 depuis les communes de Saint-Martin-d'Uriage (via le lieu-dit des Seiglières) et de Vaulnaveys-le-Haut (via l'ancienne chartreuse de Prémol et le col Luitel).

### Transports publics
Chamrousse est desservie par la ligne T87 du réseau Transisère de la région Auvergne Rhône Alpes.

La ligne régulière N93 assure la liaison entre Grenoble et Gières, desservant ainsi Chamrousse toute l'année. Des lignes saisonnières comme Transaltitude fonctionnent en hiver, reliant Grenoble à Chamrousse du 23 décembre 2024 au 31 mars 2025. Pendant la saison hivernale, le Skibus 707 et l'Estibus 707 sont également disponibles pour faciliter l'accès à la station.Pour ceux qui préfèrent un transport plus flexible, le service Flexo 57 est accessible toute l'année sur réservation, reliant Uriage à Chamrousse. De plus, des navettes gratuites circulent en saison d'hiver et d'été entre les différents arrêts de la station, permettant aux visiteurs de se déplacer facilement.

## Urbanisme

### Typologie
Au 1er janvier 2024, Chamrousse est catégorisée commune rurale à habitat dispersé, selon la nouvelle grille communale de densité à sept niveaux définie par l'Insee en 2022.
Elle est située hors unité urbaine. Par ailleurs la commune fait partie de l'aire d'attraction de Grenoble, dont elle est une commune de la couronne,. Cette aire, qui regroupe 204 communes, est catégorisée dans les aires de 700 000 habitants ou plus (hors Paris),.

### Occupation des sols
L'occupation des sols de la commune, telle qu'elle ressort de la base de données européenne d’occupation biophysique des sols Corine Land Cover (CLC), est marquée par l'importance des forêts et milieux semi-naturels (93,1 % en 2018), une proportion sensiblement équivalente à celle de 1990 (93,3 %). La répartition détaillée en 2018 est la suivante : 
espaces ouverts, sans ou avec peu de végétation (33,5 %), milieux à végétation arbustive et/ou herbacée (32,9 %), forêts (26,7 %), zones urbanisées (4,5 %), espaces verts artificialisés, non agricoles (2,5 %). L'évolution de l’occupation des sols de la commune et de ses infrastructures peut être observée sur les différentes représentations cartographiques du territoire : la carte de Cassini (XVIIIe siècle), la carte d'état-major (1820-1866) et les cartes ou photos aériennes de l'IGN pour la période actuelle (1950 à aujourd'hui).

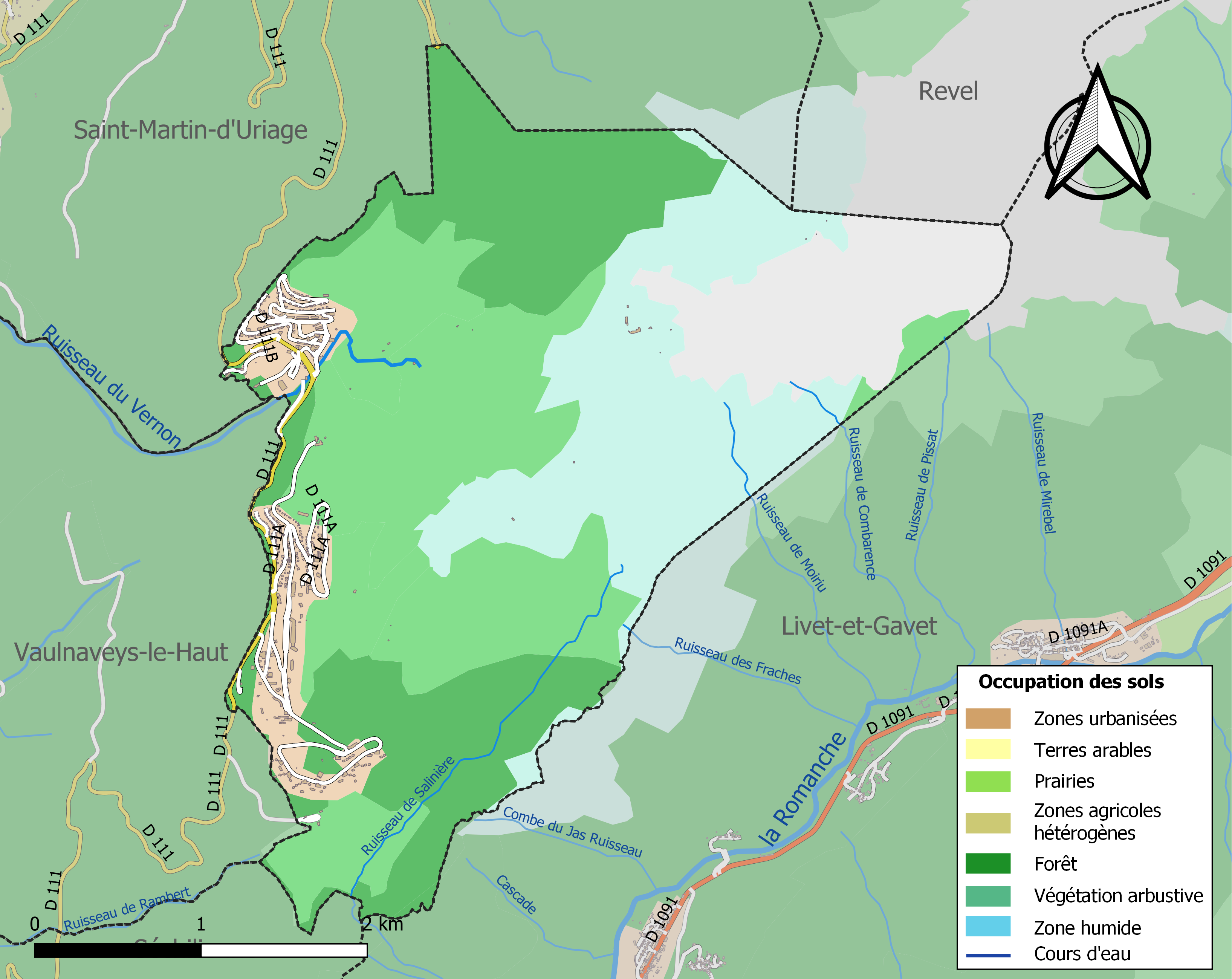
Carte des infrastructures et de l'occupation des sols de la commune en 2018 (CLC).

### Morphologie urbaine
La commune de Chamrousse se présente essentiellement comme une station de montagne typique des alpes occidentales.

### Hameaux, lieux-dits et écarts
La commune comprend la station proprement dite divisée en trois sites (Roche-Béranger, le Recoin, Bachat-Bouloud (Domaine de l'Arselle), mais aussi divers écarts situés en plein cœur du massif montagneux de Belledonne, tels que le plateau de l'Arselle, les sommets du Rocher de l'Homme, de la Cime des Fraches, de la Croix de Chamrousse (2 252 mètres), du Rocher de la Perche, de la Botte, de Casserousse (2 217 mètres), le Grand Van (point culminant de la commune à 2 448 mètres) et de la Grande Aiguille.
On peut également noter des passages tels que les cols de la Botte, des Trois fontaines et des Lessines.

### Projets d'aménagement
Les principaux projets en cours (avril 2023) sont :
- une tyrolienne entre le sommet de la croix (2250 m) et la station du Recoin (1650 m) ;
- une luge "4 saisons" sur le site des Gaboureaux à Recoin ;
- le remplacement de divers télésièges ( TSD4 de la Bérangère --> TSD6 ; TSF4 de l'Arselle --> TSD6) ;
- la création d'un nouveau téléski à Recoin (TKE de la Combe de Balme).

### Risques naturels et technologiques

#### Risques sismiques
La totalité du territoire de la commune de Chamrousse est situé en zone de sismicité n°4, en limite de la zone n°3.
| Type de zone | Niveau            | Définitions (bâtiment à risque normal) |
| ------------ | ----------------- | -------------------------------------- |
| Zone 4       | Sismicité moyenne | accélération = 1,6 m/s2                |

## Toponymie
Selon le site de la mairie, le nom même de la commune dérive d'un radical préceltique : « calm » ou « chalm », qui signifierait un haut-plateau dénudé et pierreux,.

## Histoire

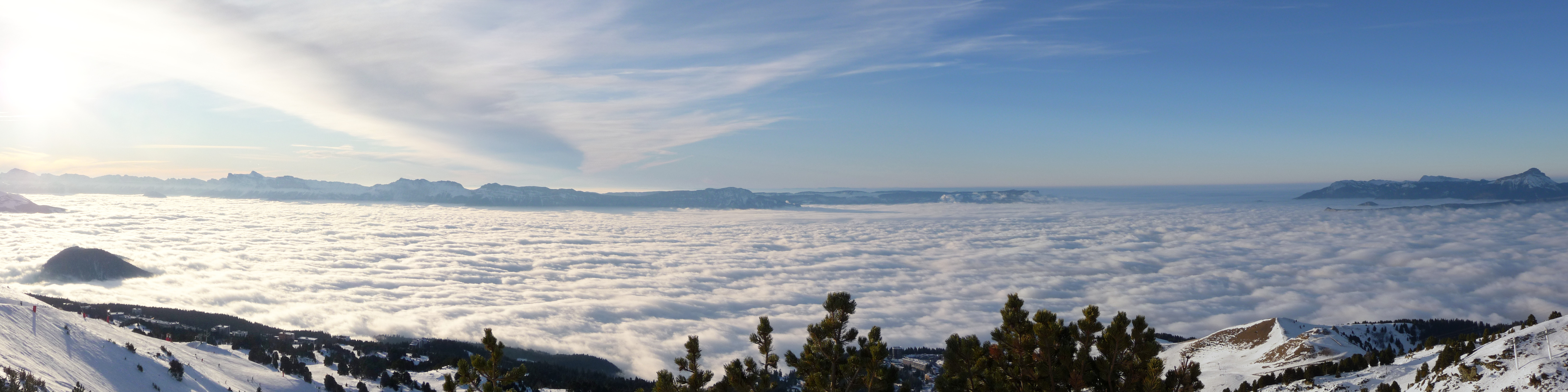
Vue panoramique d'une mer de nuages depuis Chamrousse en direction de Grenoble. Le massif du Vercors est visible à gauche et au centre et le massif de la Chartreuse à droite.

Le nom Chamrousse apparaît pour la première fois en 1744 sur une carte de Cassini. Plus loin dans le temps, on trouve une référence à "Culmen Rupha" (Culmen = sommet en latin ; Rupha, peut-être de rufus = roux, ou d'un toponyme local ?) dans une donation de 1260. Il semble que le sommet était connu des Romains : on a trouvé huit médailles, dont une datant de Néron en creusant les fondations de la Croix de Chamrousse en 1856. On en trouve la confirmation dans le sermon du curé Joubert de Vaulnaveys lors de l'inauguration.
La présence d'une croix au sommet est attestée depuis le XVIIe siècle. Une croix de 12 mètres de haut fut érigée le 25 août 1856 sur le piédestal actuel. Plusieurs fois relevée ou remplacée au cours des années, la croix actuelle a été repositionnée après les travaux du réaménagement du sommet (télécabine, nouveau restaurant) en 2010.

### Moyen Âge
En 1234 a lieu la fondation du monastère de Prémol, couvent de religieuses dépendant de la Grande Chartreuse. Cette fondation fut créée à l'instigation de l'épouse du dauphin Guigues André : Béatrix de Montferrat, comtesse de Vienne et d'Albon, dame de Vizille.
La dauphine s'entendit avec les chanoines d'Oulx et avec sieur Alleman, prieur de Vaulnaveys, et se fit céder les droits de ces derniers pour les rétrocéder ensuite à la nouvelle Chartreuse. Seigneurs, particuliers et propriétaires firent de même. Le couvent fut ainsi doté d'un grand domaine avec, entre autres, bois et pâturages situés dans le massif de Chamrousse (quartier des Gaboureaux cédé en 1260 par le seigneur d'Uriage : Guigues Alleman), etc.
La chartreuse de Prémol abritait alors une soixantaine de personnes dont 35 religieuses, des sœurs et frères mineurs, des domestiques et 3 moines chartreux pour la direction de la communauté.

### Époque contemporaine

#### La Révolution française
Les habitants des vallées environnantes, qui avaient la jouissance quasi totale des terres, entrèrent en conflit avec le couvent. Ces conflits durèrent cinq siècles, jusqu'à la fermeture du couvent, à la Révolution. D'où, l'origine possible des noms Bachat Bouloud et lac Achard : 

« Des procédures font intervenir des particuliers isolés comme celle d'un nommé Pierre Bouloud, dont les quatre bœufs qui pâturaient près de la croix de Chamrousse furent saisis par le couvent. Est-ce lui qui fit installer là-haut le bassin (Bachal en patois) qui a donné son nom à Bachat Bouloud ? De même, un nommé Achard qui avait une baraque un peu au-dessus du lac, semble lui avoir donné son nom »

— P. Fouchy
En 1793, il ne reste à Prémol que trois religieuses et deux chartreux attendant la liquidation des pensions qui leur étaient dues.
Le monastère et ses dépendances sont aujourd'hui quasiment détruits et seules quelques murailles effritées sont témoins de cette époque ainsi que l'ancienne "porterie" (porte d'entrée) du monastère, réhabilitée en 2022, à la suite de l'incendie subi en 1989.

#### LeXIXesiècle

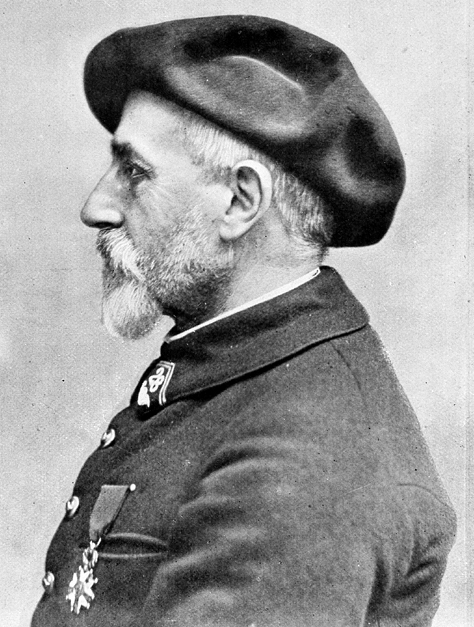
Henry Duhamel.

En 1825, à Uriage-les-Bains, la marquise de Gauteron, propriétaire de la source d'Uriage, fait élever le premier établissement thermal. Les touristes affluent et Chamrousse devient une « course » dite classique pour les baigneurs, il fallait 5 à 6 heures pour gagner le sommet de Chamrousse, qui n'était qu'un immense pâturage. Il y avait plusieurs troupeaux à la Balme, au Recoin, à Roche-Béranger, à Bachat Bouloud, et en chacun de ces lieux, un chalet abritait les bergers.
En 1865, le père Tasse construit à Roche-Béranger (Chabou), avec sa femme et ses deux fils, un chalet auberge. « Le Père Tasse y fabriquait des fromages, son jardin fournissait des légumes... Il descendait aux provisions à Uriage, quel que soit le temps, avec son âne. Par curiosité, il passa à Chamrousse l'hiver 1883-1884. Un jour, dans la tempête, il entendit gratter à sa porte. Il ouvrit et se trouva devant un petit ourson. Surpris, il lui donna le quignon de pain qu'il avait à la main. Et souvent, pendant l'hiver, le petit ourson vint gratter et réclamer à manger. Le printemps venu, jamais le père Tasse ne le revit. »[réf. nécessaire]
À la fin de l'année 1875, la Société des Touristes du Dauphiné (S.T.D.) pose des câbles au Grand pic de Belledonne à (2 978 m), recrutant guides et porteurs dans les massifs de Belledonne et de l'Oisans.
Selon la tradition, en 1878, Henry Duhamel, un alpiniste grenoblois, après avoir découvert à l'exposition universelle de Paris une paire de skis exposée dans un stand scandinave, fut le premier en France à les essayer sur les pentes du Recoin. Cependant, cette information apparaît de plus en plus discutable, car ce n'est qu'en 1908 qu'Henry Duhamel déclare avoir essayé des skis à Recoin en 1878. Le premier à avoir douté est Pierre Lestas dans son livre Les pionniers des Alpes du Dauphiné. Le tome II de La fabuleuse histoire de Belledonne (auteur : Raymond Joffre) fait le point en fin d'année 2008[réf. nécessaire].
Le chalet de la Pra est construit vers 1887 par le Club alpin français et celui de l'Oursière par le comte de St Ferriol en 1895.
En 1891, Henry Duhamel réalise, seul, la première ascension hivernale en ski jusqu'à la Croix de Chamrousse (2 250 m).
Par un beau dimanche de février, une douzaine de grenoblois de la section de l'Isère du CAF, atteint, raquettes aux pieds, le sommet de la Croix de Belledonne (2 926 m).[Quand ?]
En 1893, la S.T.D. met en place un jardin alpin à Roche Béranger où elle loue bientôt l'ancien chalet du Père Tasse. Un poste météorologique y est annexé. Le jardin est inauguré seulement en 1894.
La Faculté des Sciences de Grenoble reprend en 1898 le jardin alpin durant une douzaine d'années.

#### LeXXesiècle

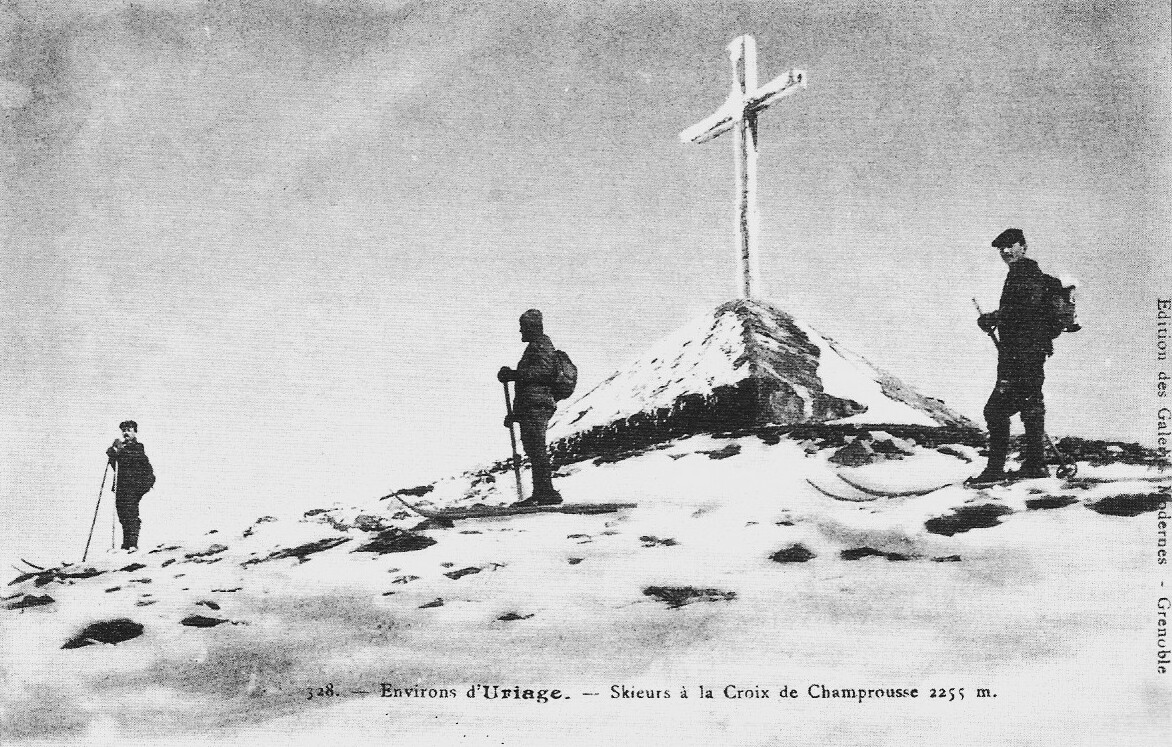
Skieurs à la Croix de Chamrousse vers 1900.

La première collective à skis jusqu'à la Croix de Chamrousse a lieu en 1902. En 1907, le CAF organise le premier concours international de ski à Montgenèvre, au-dessus de Briançon. Un mois plus tard, la STD donne une première fête du ski au Sappey-en-Chartreuse.
En 1911, le CAF obtient du comte de St Ferriol, propriétaire des prairies du Recoin, une surface de 3 000 m2 en location pour 99 ans. Il y fait édifier le chalet du Recoin de Chamrousse, le 1er refuge d'altitude destiné à la pratique du ski.
Le ski club de Chamrousse est fondé en 1929. En 1937, la réalisation de la route de Chamrousse est décidée. À la veille de la guerre, elle atteint le Luitel. C'est seulement en 1949 qu'elle arrive à Recoin, via Roche-Béranger.
L'aménagement de la station commence dans les années 1950. Le téléphérique, construit en 1952, était alors le plus sûr et le plus rapide avec celui de Courchevel. Une convention est passée entre le département de l'Isère et la Société d'Aménagement de Chamrousse pour poursuivre l'aménagement jusque dans les années 1960.
De 1954 à 1956, la deuxième route qui relie Uriage-les-Bains au Recoin par les Seiglières est achevée.

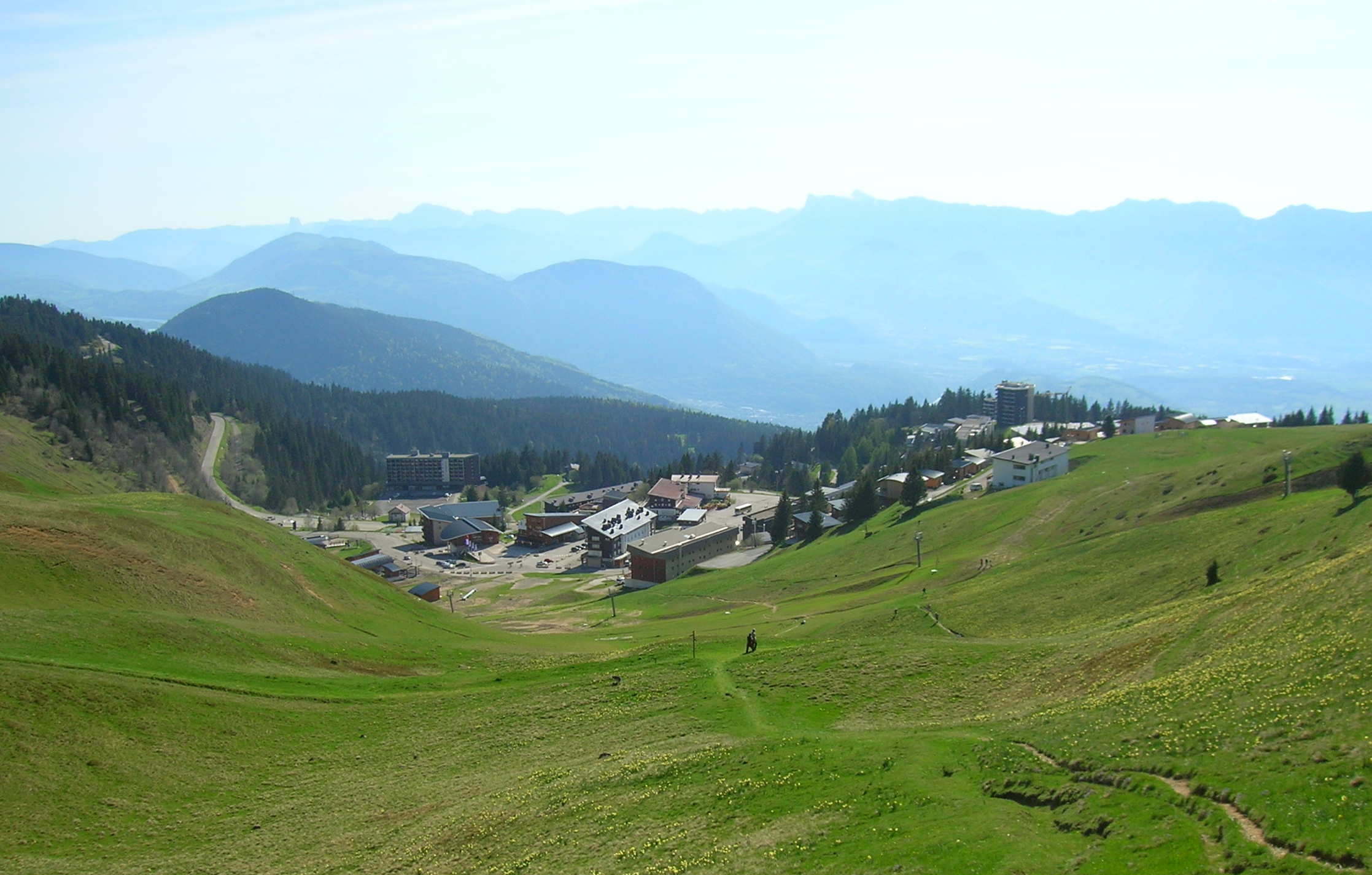
Le Recoin (Chamrousse 1650) et la floraison du Narcissus pseudonarcissus.

Dès 1960, à l'initiative de plusieurs instituteurs de la vallée, l'idée de créer un centre de jeunesse dans les clairières de Bachat Bouloud est proposée, et grâce à l'appui du Conseil Général de l'Isère, ce projet voit le jour dans les années 1960. Y participent, les villes de Mantes-la-Jolie, Échirolles, Tarare, Villeurbanne, Lyon, Boulogne-Billancourt, et les départements de l'Isère, du Loiret, de la Marne et du Bas-Rhin. Au total, ce sont huit villages d'enfants qui sont créés, et rassemblés autour d'un totem central surnommé l'ange assis ou l'écolier, selon les versions. En 2005, les chalets sont reconvertis en résidences.
En avril 1961, une convention est passée entre le département de l'Isère et la Société Nationale de Construction, filiale du groupe Rothschild, qui décide l'aménagement de la zone résidentielle de Roche-Béranger. Chamrousse a depuis deux pôles d'activité : Le Recoin (Chamrousse 1650) et Roche Béranger (Chamrousse 1750).
Le 9 janvier 1965, face à la multiplication des intervenants (Chamrousse dépend, de par ses terres, des communes de Saint Martin d'Uriage et de Vaulnaveys le Haut) et à un manque de coordination, le Syndicat Mixte de Chamrousse est constitué par arrêté ministériel. Il est administré par un conseil syndical de neuf membres et préside aux destinées de la station jusqu'en 1989.

##### Les Jeux olympiques d'hiver de 1968
Le 30 décembre 1960, le maire de Grenoble, le docteur Albert Michallon pose la candidature de la ville à l'organisation des Jeux olympiques d'hiver de 1968. Trois ans plus tard, cette candidature est agréée par le comité international olympique par 27 voix contre 24 et Chamrousse devient le grand stade des disciplines alpines avec l'accueil de six épreuves. Jean Claude Killy entre dans la légende du ski en gagnant trois médailles d'or (descente, slalom géant et slalom spécial), Guy Périllat décroche la médaille d'argent de l'épreuve de descente. Les skieuses françaises se distinguent elles aussi : Marielle Goitschel obtient une médaille d'or en slalom spécial, Isabelle Mir gagne la médaille d'argent en descente et Annie Famose s'illustre par une médaille d'argent en slalom géant et par une médaille de bronze en slalom spécial. Les athlètes de toutes les nations sont logés dans les villages d'enfants de Bachat Bouloud pendant toute la durée des épreuves alpines.

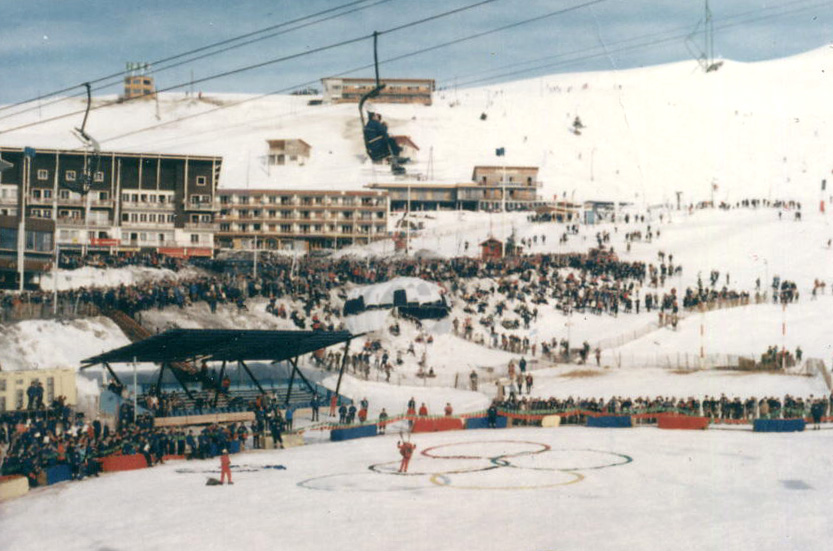
Parachutistes aux Jeux olympiques d'hiver de 1968.
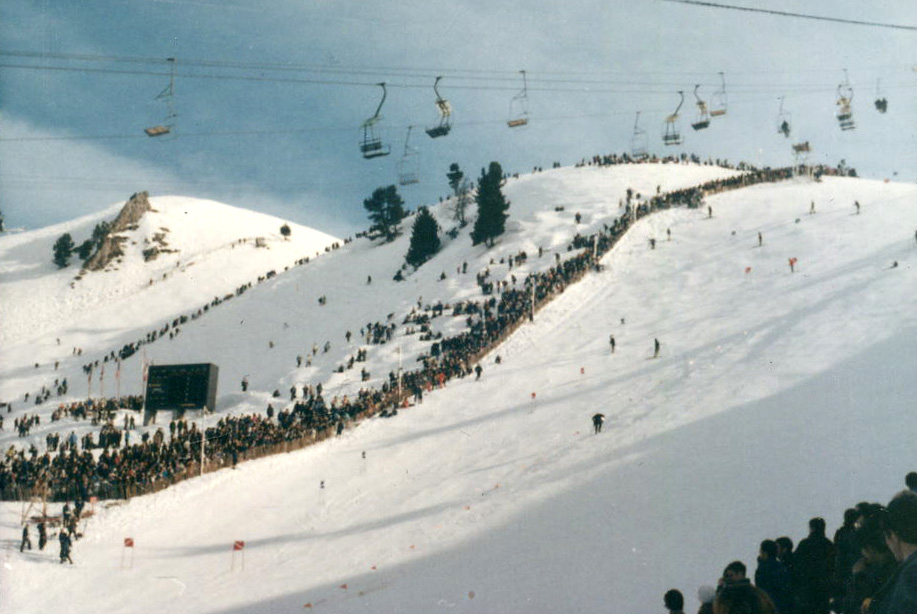
Le Slalom géant.

De 1962 à 1977, puis à nouveau régulièrement depuis 1992, Chamrousse est le théâtre de la course de côte automobile de Chamrousse, comptant pour le Championnat de France de la spécialité, qui se déroule traditionnellement le dernier week-end d'août.
En 1989 : création de la commune de Chamrousse avec des portions de territoire des communes de :
- Saint-Martin-d'Uriage,
- Séchilienne,
- Vaulnaveys-le-Haut.

Le premier conseil municipal est élu en mars de la même année. En 1998, la gestion des remontées mécaniques a été confiée au Groupe Transmontagne jusqu'à la saison 2007. À la suite des problèmes rencontrés par le Groupe Transmontagne (liquidation judiciaire en octobre 2007), une Régie Municipale a pris le relais.

#### LeXXIesiècle
En 2001, puis, en 2014, deux étapes du Tour de France sont organisées sur le territoire de Chamrousse.
Le 1er janvier 2009, la petite commune de Chamrousse adhère à la communauté de communes « Le Pays du Grésivaudan ». Le siège de cette nouvelle collectivité qui regroupe d'anciennes communautés de communes plus petites a son siège à Crolles, dans la vallée du Grésivaudan.

## Politique et administration

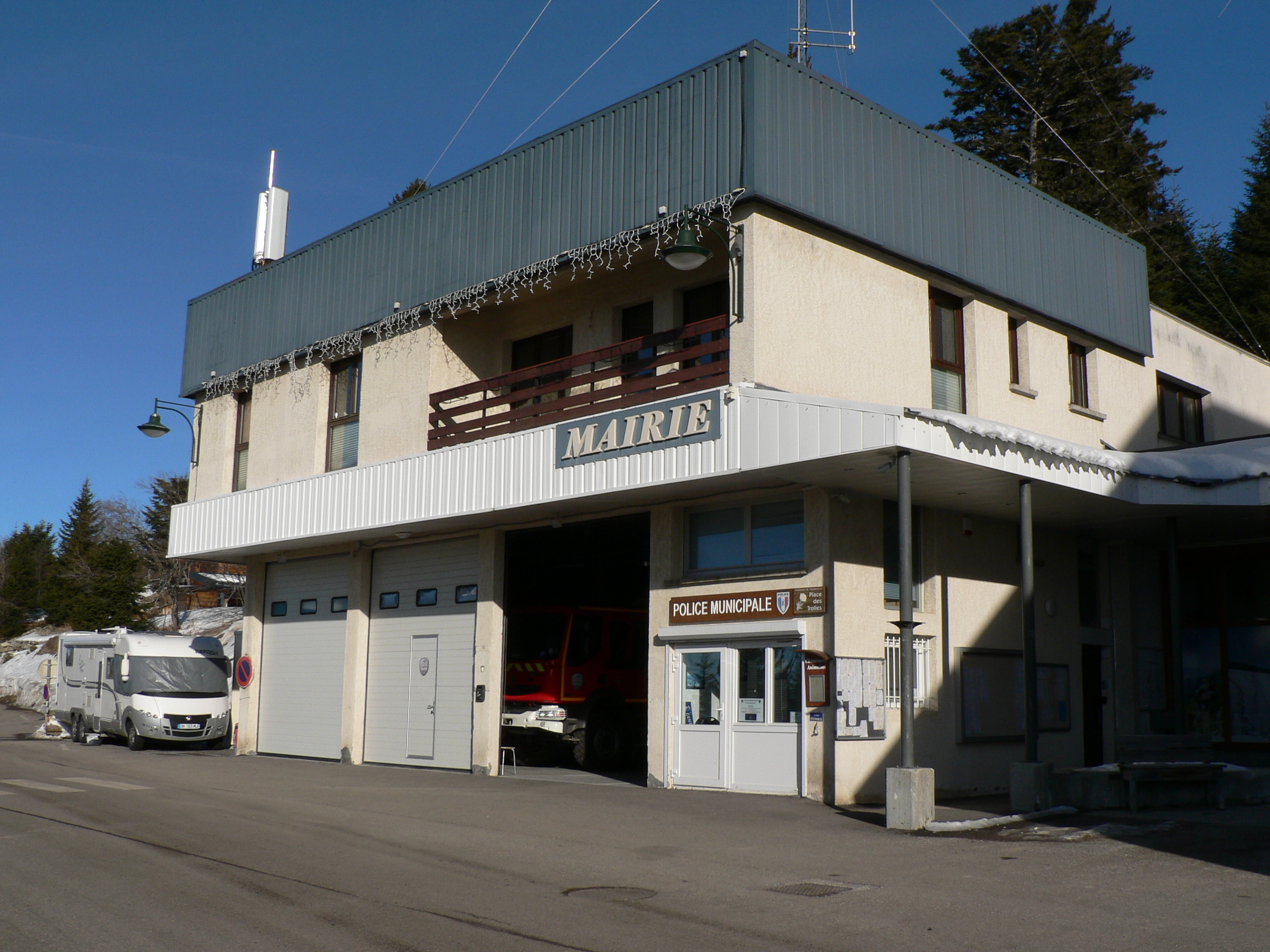
La mairie de Chamrousse.

### Liste des maires
| Période                                  | Période  | Identité           | Étiquette | Qualité |
| ---------------------------------------- | -------- | ------------------ | --------- | ------- |
| 1989                                     | 2014     | Jacques Guillot    |           |         |
| 2014                                     | 2020     | Philippe Cordon    | SE        | Cadre   |
| 2020                                     | En cours | Brigitte de Bernis |           |         |
| Les données manquantes sont à compléter. |          |                    |           |         |

## Population et société

### Démographie
L'évolution du nombre d'habitants est connue à travers les recensements de la population effectués dans la commune depuis 1975. Pour les communes de moins de 10 000 habitants, une enquête de recensement portant sur toute la population est réalisée tous les cinq ans, les populations de référence des années intermédiaires étant quant à elles estimées par interpolation ou extrapolation. Pour la commune, le premier recensement exhaustif entrant dans le cadre du nouveau dispositif a été réalisé en 2008.

En 2022, la commune comptait 438 habitants, en évolution de −0,68 % par rapport à 2016 (Isère : +3,07 %, France hors Mayotte : +2,11 %).
| 1975 | 1982 | 1990 | 1999 | 2006 | 2008 | 2013 | 2018 | 2022 |
| ---- | ---- | ---- | ---- | ---- | ---- | ---- | ---- | ---- |
| 533  | 607  | 544  | 518  | 480  | 466  | 473  | 403  | 438  |

### Enseignement
Rattachée à l'académie de Grenoble, la commune compte une école municipale faisant fonction d'école maternelle et primaire, l'école Arsène Tasse qui comprend deux classes allant de la petite section de la maternelle au cours moyen 2e année et qui présente un effectif de 56 élèves, au cours de l'année scolaire 2016/2017.

### Environnement
À proximité du sommet (la Croix de Chamrousse) qu'on atteint en télécabine, se trouvent deux via ferrata : 
- la via ferrata des Lacs Robert (AD),

Il faut compter 20 min d'approche depuis l'arrivée de la télécabine de la croix pour gagner le départ de la via ferrata des lacs Robert. Il s'agit d'un parcours coté assez difficile car assez technique avec succession de murs entrecoupés de traversées sur vires ou dalles inclinées. Une passerelle de 14 mètres agrémente le parcours. Plus de verticalité par rapport à la via ferrata des 3-Fontaines !
- la via ferrata des 3-Fontaines (PD / AD)[28],

une via ferrata de 350 mètres (inscrite comme peu difficile à assez difficile), assez aérienne et panoramique, avec deux échappatoires. La deuxième partie comporte un grand pont de singe (env. 20 m). La troisième comporte deux planches et un pont népalais. Il faudra se faufiler dans une faille pour la terminer.

## Économie
L'économie locale est axée sur la pratique des sports de glisse l'hiver et celle de la randonnée l'été.

### Secteur touristique

#### La station de ski
La station est répartie sur 4 pôles :
1. Chamrousse 1600 : l'Arselle Le Domaine Nordique (ski de fond),
2. Chamrousse 1650 : le Recoin,
3. Chamrousse 1700 : Bachat Bouloud (Le domaine de l'Arselle les anciens villages-enfants)
4. Chamrousse 1750 : Roche-Béranger.

Ces trois parties de la station sont reliés par une route ainsi que des sentiers forestiers et les pistes de ski, en hiver, pour une superficie totale estimée à environ 1 330 hectares.
La station a été conçue sur un petit plateau couvert en grande partie par une forêt, surplombant Grenoble et sa vallée. Le point culminant de cet espace skiable est la Croix de Chamrousse, située à 2 250 mètres d'altitude.

#### Équipements sportifs de la station
- Patinoire

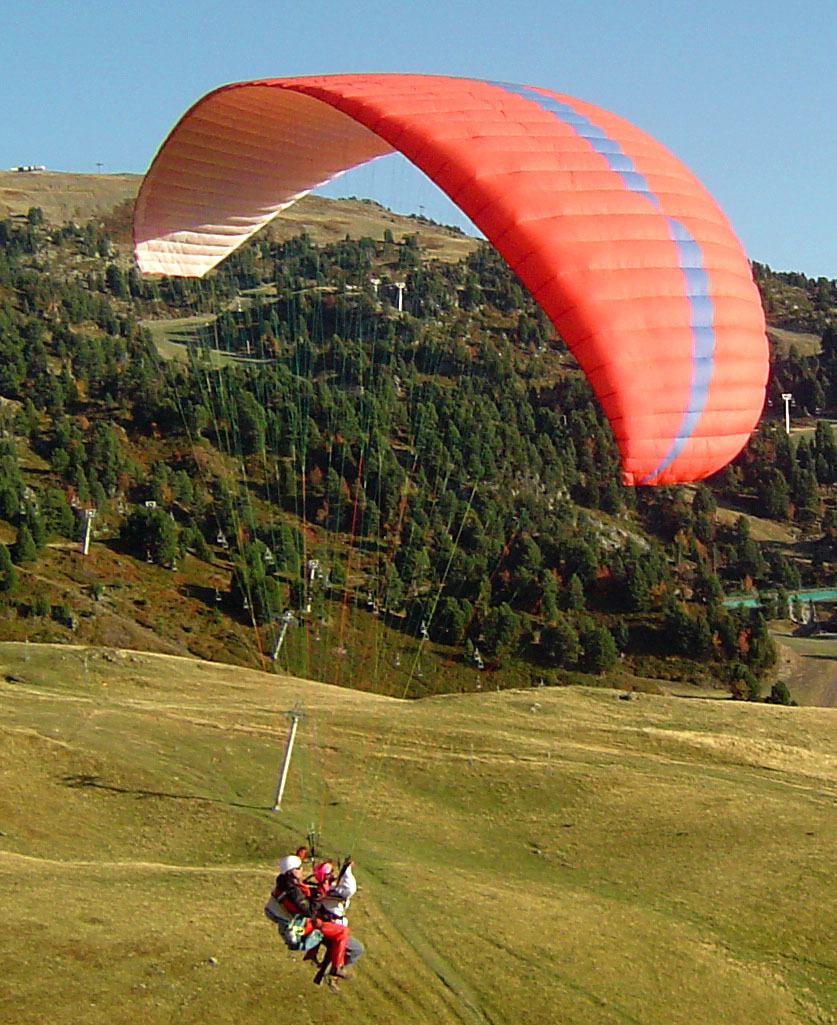
Parapente biplace en vol à Chamrousse Source.

Il s'agit d'une patinoire en extérieur, situé au « Recoin », rue des Orcettes et géré par la commune. Une initiation de hockey sur glace et des animations ludiques y sont organisées.
- D'autres activités ludiques et sportives sont proposés sur le territoire de la station
  - Des stages de conduites automobiles sur la neige
  - Des parcours acrobatique en hauteur et parc de loisirs « Chamrousse Aventures »
  - Des cours de tennis, de tir à l'arc, et de descente de luge en hiver sur une piste réservée accessible par le télésiège des Gaboureaux.
  - Une école d'équitation l'été au plateau de l'Arselle en été.

#### Manifestations sportives
- « Down'Up de Chamrousse », c'est un combiné ralliant le domaine du ski alpin en une manche de slalom géant et le domaine du ski nordique en un chrono en skating. Organisée aux alentours du 15 avril. Cet événement existe depuis déjà trois ans et amène des personnalités comme Baptiste Gros ou Maurice Manificat des pointures du ski de fond français[31].
- « Allumée de Chamrousse », consiste en une course à pied de 3 km, 600 m de dénivelée, sur la piste éclairée de Chamrousse. Cet évènement, créé cette année par le ski club de Chamrousse connait un grand succès avec plus d'une centaine de participants[32].

#### Tour de France
Chamrousse a été deux fois ville-étape du Tour de France, toujours en tant qu'arrivée d'étape.
- Tour de France 2001

11e étape : Grenoble - Chamrousse (18 juillet)
À l'occasion du tour 2001, la station accueille l'arrivée d'un contre-la-montre de 32 km parti du centre de Grenoble. Le vainqueur de l'étape est l'américain Lance Armstrong. Ce sportif sera ensuite disqualifié de cette épreuve en 2012 et son titre ne sera pas attribué à un autre coureur..
- Tour de France 2014

13e étape : Saint-Étienne - Chamrousse (18 juillet)
Cette étape du Tour de France, avec une ligne de départ située dans la ville Saint-Étienne, se termine à Chamrousse après 197,5 km. Ce parcours très montagneux permet à Vincenzo Nibali de remporter l'étape en solitaire. Le coureur italien sera le vainqueur de cette épreuve cette année-là.

#### Webcams
Chamrousse met à disposition plusieurs webcams pour observer les conditions en temps réel :
- Chamrousse - Les crêtes
- Chamrousse - Recoin
- Chamrousse - La Croix
- Chamrousse - Vue Grenoble
- Chamrousse - Roche Béranger
- Chamrousse - Casserousse

Ces webcams permettent aux visiteurs de vérifier l'enneigement, la météo et l'affluence sur les pistes avant leur venue.

## Culture locale et patrimoine

### Patrimoine culturel
- Cinéma Le Schuss, centre commercial, avenue du père Tasse
- L'église du Saint-Esprit, à Roche Béranger[34], anciennement centre œcuménique, est labellisée « Patrimoine du XXe siècle » de l'Isère depuis 2003. L'édifice fut construit en 1967. Il se compose d'une chapelle haute (en amphithéâtre) et d'une chapelle basse. Largement ouvert sur la nature, lumineux grâce à d'imposantes baies vitrées, le superbe bâtiment se fond dans son environnement.  Pierre Jomain en est l'architecte. L'autel, le tabernacle et les fonts baptismaux sont dus au sculpteur Pierre Szekely[35]. Dans la chapelle basse, on peut admirer une fresque murale et le tableau de la Madone à l'enfant, œuvres du peintre et sculpteur Jean-Marie Pirot connu sous le nom de Arcabas, pseudonyme qu'il prit au cours de sa carrière. On doit à cet admirable artiste les œuvres qui ornent l'église de Saint-Hugues en Chartreuse. Ce lieu était un centre œcuménique que se partageaient catholiques et protestants, la chapelle haute étant réservée aux premiers et la chapelle basse aux seconds. En fait, le culte protestant n'y fut guère présent et il a totalement déserté les lieux. Dorénavant, il s'agit de l'église du Saint-Esprit, exclusivement vouée au culte catholique (messes le dimanche durant les saisons d'hiver et d'été).
- La salle des Chalets des Cimes, salle des fêtes (salle hors-sac du caravaneige), labellisée « Patrimoine du XXe siècle » de l'Isère depuis 2003.

### Patrimoine naturel

#### Tourbière de l'Arselle

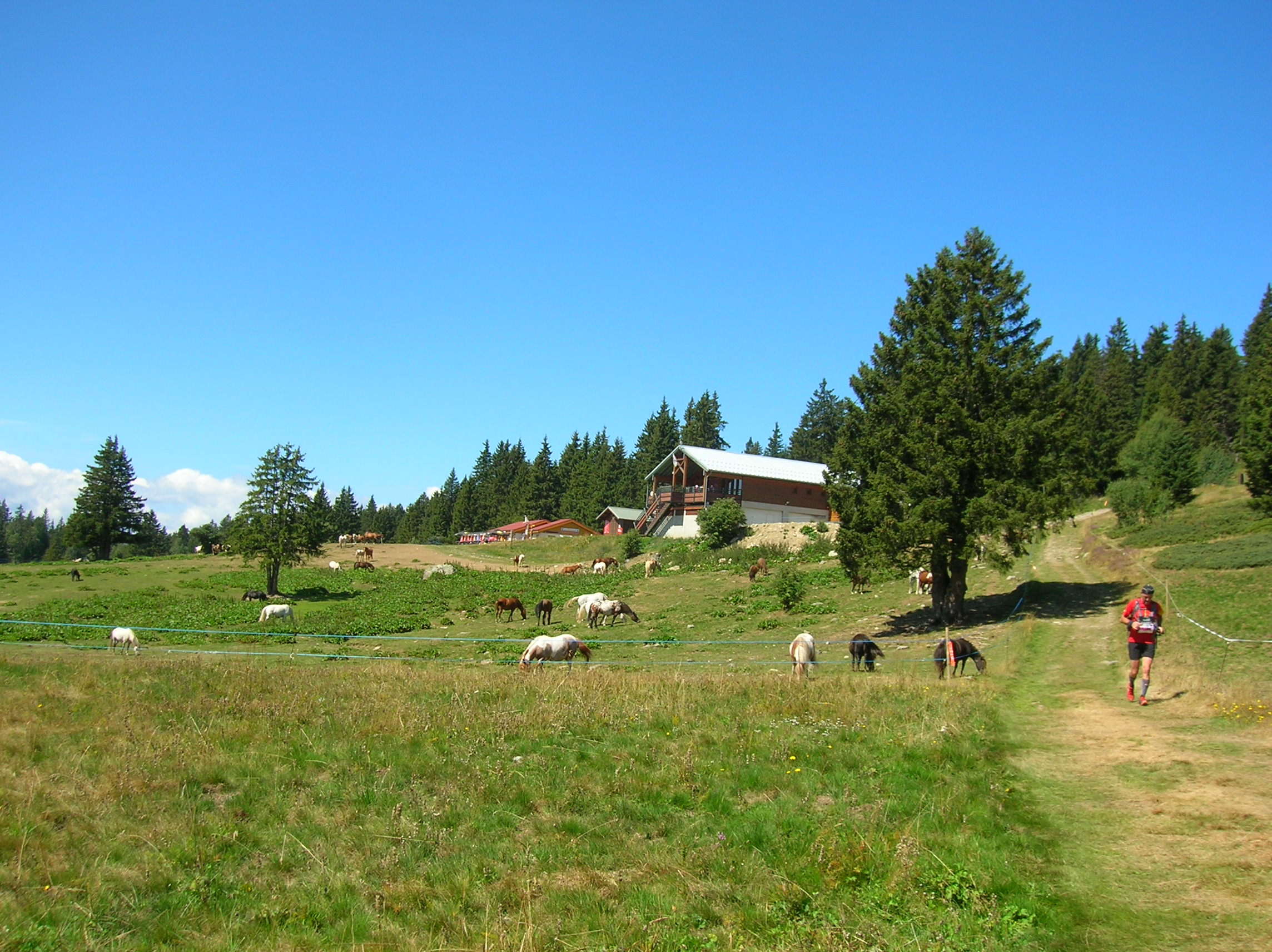
Le plateau de l'Arselle et un runner de l'Ultratour des 4 massifs.

L’Arselle est un plateau de 45 ha, situé à 1 620 m d’altitude. Il s'agit d'une vaste clairière en forme de cuvette traversée par le ruisseau de la Salinière, descendant du lac Achard et filant vers la Romanche.
Cet espace est constitué de plusieurs milieux naturels dont une tourbière acide d’altitude de 25 ha, une forêt mixte et des falaises en bordure. Grâce à la diversité écologique du plateau, on y découvre une faune et une flore spécifiques à chacun de ces milieux.
En raison de cette tourbière qui constitue le plateau, de son intérêt paysager, botanique et faunistique, l’Arselle est devenue une zone naturelle protégée par un arrêté de protection de biotope no 2003-09/32 du 14 août 2003. Le but de cet arrêté est de préserver le site pour protéger les espèces végétales et animales présentes.
Quatre espèces végétales rares protégées se retrouvent sur le plateau de l'Arselle :
- le Carex des Bourbiers ;
- la Droséra à longues feuilles ;
- la Rossolis à feuilles rondes ;
- le Lis faux-safran.

Présence également d'une libellule de la liste rouge nationale des espèces protégées : la Cordulie arctique.
Cette tourbière est d’un type particulier car elle se forme sur des terrains acides. Peu d’espèces végétales peuvent coloniser ces milieux (ex : la sphaigne, la droséra et la grassette commune).
La Droséra et la Rossolis sont des espèces carnivores. Ces fleurs se nourrissent d'insectes. Elles les capturent et les digèrent grâce aux enzymes contenus dans les gouttelettes visqueuses qu'elles secrètent.
Compte tenu de sa valeur patrimoniale, le site est retenu dans le réseau Natura 2000 et accessible depuis peu aux naturistes.

### Manifestations culturelles
- « Fête de la Transhumance » le premier week-end de juillet
- « Chamrousse en Piste » le dernier week-end de juillet.
- « Fête du bois » le 2e week-end d'août. Il s'agit du plus ancien concours français de bûcherons[36]
- « Course de côte » le dernier week-end d'août.
- De 1976 à 1996, Chamrousse accueille le Festival du film d'humour de Chamrousse.

### Personnalités liées à la commune
- Marion Josserand, skieuse acrobatique française licenciée du ski club de Chamrousse, médaillée de bronze de l'épreuve de skicross aux Jeux olympiques de Vancouver 2010.
- Florence Masnada, skieuse alpine, vainqueur de la coupe du monde du combiné en 1991, 2 médailles de bronze aux jeux olympiques (combiné 1992 et descente 1998) et une médaille de bronze aux championnats du monde (combiné 1999)
- Pierrick Bourgeat, skieur alpin avec trois victoires en coupe du monde de slalom (une victoire en 1999 et deux victoires en 2001).
- Guilbaut Colas, skieur acrobatique s'illustrant dans l'épreuve des bosses (globe de cristal en 2011)

La commune a rendu hommage à Florence Masnada en baptisant son stade de slalom sur le Recoin : Stade Florence Masnada

### Lieux de culte
- Le centre œcuménique de Roche-Béranger a été édifié en 1968 sur les plans de l'architecte Pierre Jomain. L'autel et le tabernacle sont de Pierre Szekely[35].
- Au Recoin, la chapelle Notre Dame sous la Croix fut le premier lieu de culte de la station (années 1950).